# La Horadada
La Horadada (en valenciano: La Foradada) es uno de los islotes del archipiélago de las Islas Columbretes (Mar Mediterráneo, España).
Se encuentra al suroeste de Columbrete Grande, la más grande del archipiélago, y su nombre se debe a que presenta una gran cavidad.
Al norte de la Horadada está la isla la Ferrera, y al sur, el Bergantín.
- Datos: Q3330227